# Petronilla Paolini Massimi
Petronilla Paolini Massimi (Tagliacozzo, 24 dicembre 1663 – Roma, 3 marzo 1726) è stata una poetessa italiana, conosciuta anche per aver denunciato nei suoi scritti la terribile condizione delle donne del suo tempo.

## Biografia
Petronilla Paolini fu l'unica figlia di Francesco Paolini, conte di Ortona dei Marsi e Carrito, e di Silvia Argoli, della stessa famiglia cui appartennero il matematico Andrea Argoli e il poeta e insegnante d'umanità Giovanni (1609-1660).
Rimasta ancora infante orfana di padre, assassinato forse per un intrigo politico il 13 febbraio 1667, seguì la madre a Roma nel convento di Santo Spirito dove fu incredibilmente fatta sposare a 10 anni non ancora compiuti, il 9 novembre 1673, con il quarantenne Francesco Massimi, marchese romano e vice-castellano di Sant'Angelo: lo squallido matrimonio - che garantiva una protezione «eccellente» alla famiglia in cambio dei beni paterni e della serenità di Petronilla - fu reso possibile da una speciale licenza di papa Clemente X, parente dei Massimi.
La bambina rimase ancora con la madre fino al 1675, quando si trasferì nel palazzo della famiglia Massimi all'Ara Coeli, per trasferirsi ancora col marito a Castel Sant'Angelo nel 1678, allora carcere pontificio.
Quando anche il «canto» - la poesia alla quale si era dedicata per consolare la penosa condizione della sua vita - le fu impedito dal marito, e dopo aver messo al mondo tre figli - Angelo (1679), Domenico (1681) ed Emilio (1682) - il 16 novembre 1690 Petronilla decise di lasciare il marito ritirandosi in convento dove si dedicò agli studi e alla poesia. Non per questo aveva inteso lasciare i figli, ma il Massimi le impedì di poterli vedere e si rifiutò di cederle la dote. Dovette così vivere in strettezze e non poté assistere il figlio Domenico che, gravemente malato, morì nel 1694.
Petronilla intentò causa per vedersi riconoscere la legittimità della separazione e il patrimonio, ma nel 1697 il tribunale le diede torto. Il riconoscimento negatole sul piano giuridico le venne nell'ambito artistico e Petronilla divenne membro dell'«Accademia degli Insensati», a Perugia, e dell'«Accademia degli Infecondi» e dell'«Arcadia», in Roma, con il nome di Fidalma Partenide. Poteva così scrivere in un sonetto che
né i suoi doni contende a noi natura:
sol del nostro valor l'uomo è tiranno»
Alla morte del marito, nel 1707, Petronilla poté lasciare il convento di Santo Spirito per palazzo Massimi, alla fine completamente libera di usufruire dei propri beni, di vivere con i suoi figli e di disporre della sua vita: nel 1709 volle rivedere i luoghi nativi dell'Abruzzo.
Morì a Roma il 3 marzo del 1726 e fu sepolta nella chiesa di Sant'Egidio, a Trastevere, dove un piccolo monumento la ricorda ancora come "doctissima mulier".

## Opere
- Oratorio per la morte del Redentore, dedicato all'Imperatore Leopoldo I, 1697
- Oratorio per l'invenzione della Santa Croce, dedicato all'Imperatrice Lionora, 1698
- Divozioni di S. Anna, 1699
- Sonetti, 1701
- Oratorio di S. Anna per la città di Sezze, 1702
- Canzone epitalamica per le nozze del Signor Conte Fermano Bichi e Vittoria Zandonari Chigi, 1704
- Canzone epitalamica per le nozze del Signor Conte Paolo Patrizio de' Zappettari e Camilla Carpegni, 1704
- Divozioni al glorioso Angiolo Custode, 1705
- Componimento dedicato al Conte di Galasso ambasciatore Cesareo Cattolico in Roma nel Pontificato di Clemente XI, 1715
- Rime varie, 1716
- Sonetti dedicati alla Santità di N. S. Papa Clemente XI, 1716
- Sonetti per la Beata Vergine tutelare delle armi cesaree, 1717
- Che l'amore non e atto a perfezionare l'animo umano, 1718
- Strofe in onore di S. Anastasia, 1722
- Sonetto dedicato a Pietro Antonio Corsignani, 1738
- Il tradimento vendicato o la donna illustre
- Tamiri
- Le Rime di Petronilla Paolini Massimi. Raccolta degli editi, CdC editrice, Avezzano 2004